# Пшент

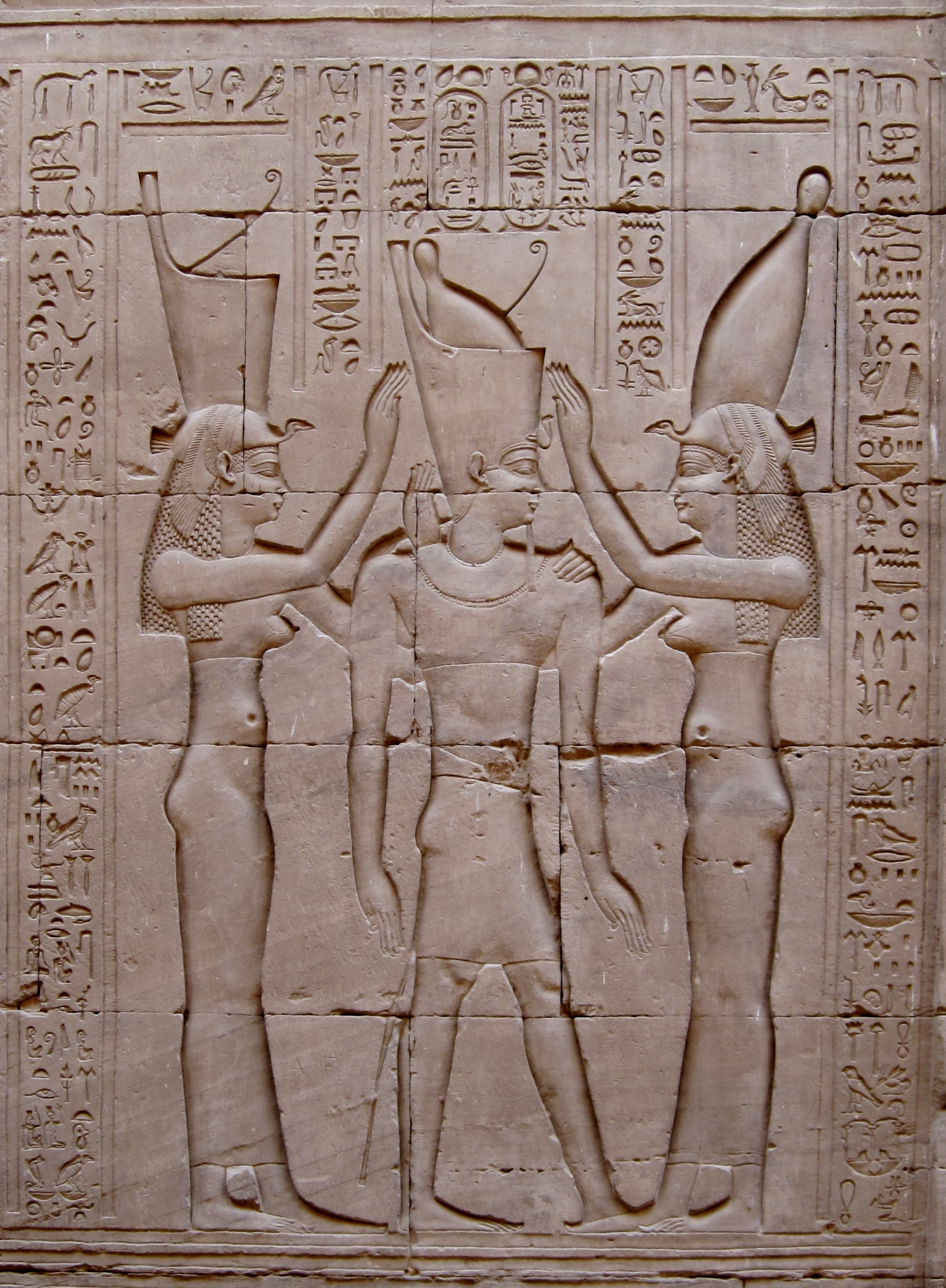
Фараон Птолемей VIII у короні пшент між богинями Уаджит у короні дешрет (ліворуч, символізує Нижній Єгипет) і Нехбет у короні хеджет (праворуч, символізує Верхній Єгипет). Барельєф на храмі Едфу

Пшент (правильніше па-схемті; від давньоєгипетської назви sḫm.tỉ — «дві сильні», «пшент» від дав.-гр. ψχεντ «пскхент» через нім. або фр. pschent) — корона давньоєгипетських фараонів. Історично мала вигляд двох з'єднаних корон: червоної «дешрет» правителів  Нижнього Єгипту та білої «хеджет» правителів Верхнього Єгипту. Символізувала міць фараона об'єднаного Єгипту. Могла вдягатися поверх іншого царського головного убору — хустки немес.
Попереду на пшент кріпилися урей — зображення єгипетської кобри (' Naja haje) і символ стерв'ятника (Neophron percnopterus). Ці елементи символізували богинь Уаджет і Нехбет («дві пані», покровительки об'єднаного Єгипту).
З богів у короні пшент іноді зображувалися Хор і Атум, які символізують фараона або мають особливий зв'язок з ним.
До нашого часу не дійшло жодної справжньої корони пшент (як і корон дешрет і хеджет), тільки графічні та скульптурні зображення.
Винахід пшент традиційно приписувався фараону першої династії Менесу, але перше відоме зображення подвійної корони міститься в написі фараона Джета (Уаджі).
Царський список на Палермському камені починається з імен нижньоєгипетських фараонів (можливо, міфічних), зображених у короні дешрет. Правителі об'єднаного Єгипту зображені вже в короні пшент. З іншого боку, один з каїрських фрагментів (можливо, осколок того ж самого каменю) зображує і нижньоєгипетських правителів у короні пшент.
Інша схожа давньоєгипетська корона — хепті.

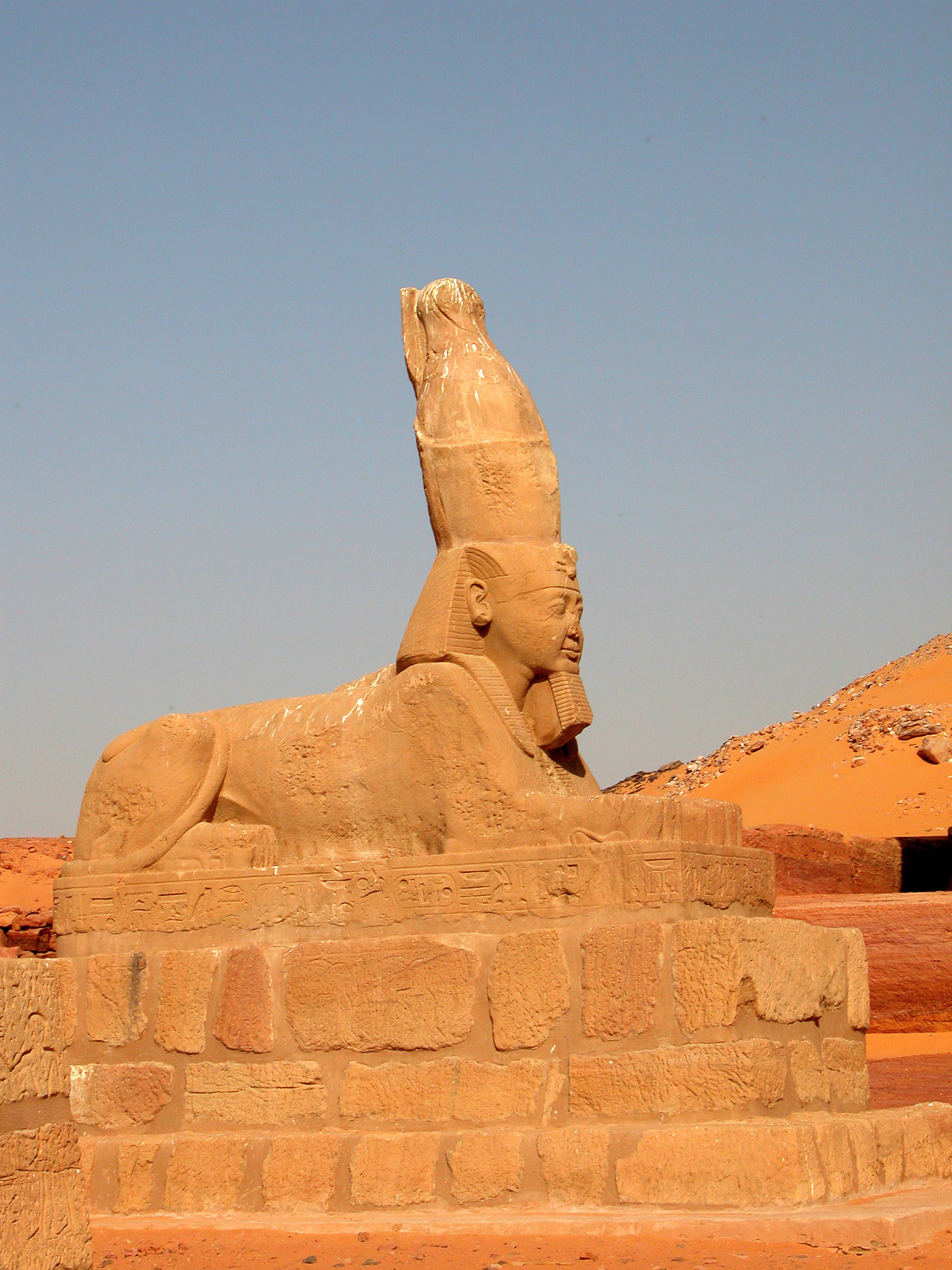
Сфінкс  Рамзеса II у немесі та пшенті
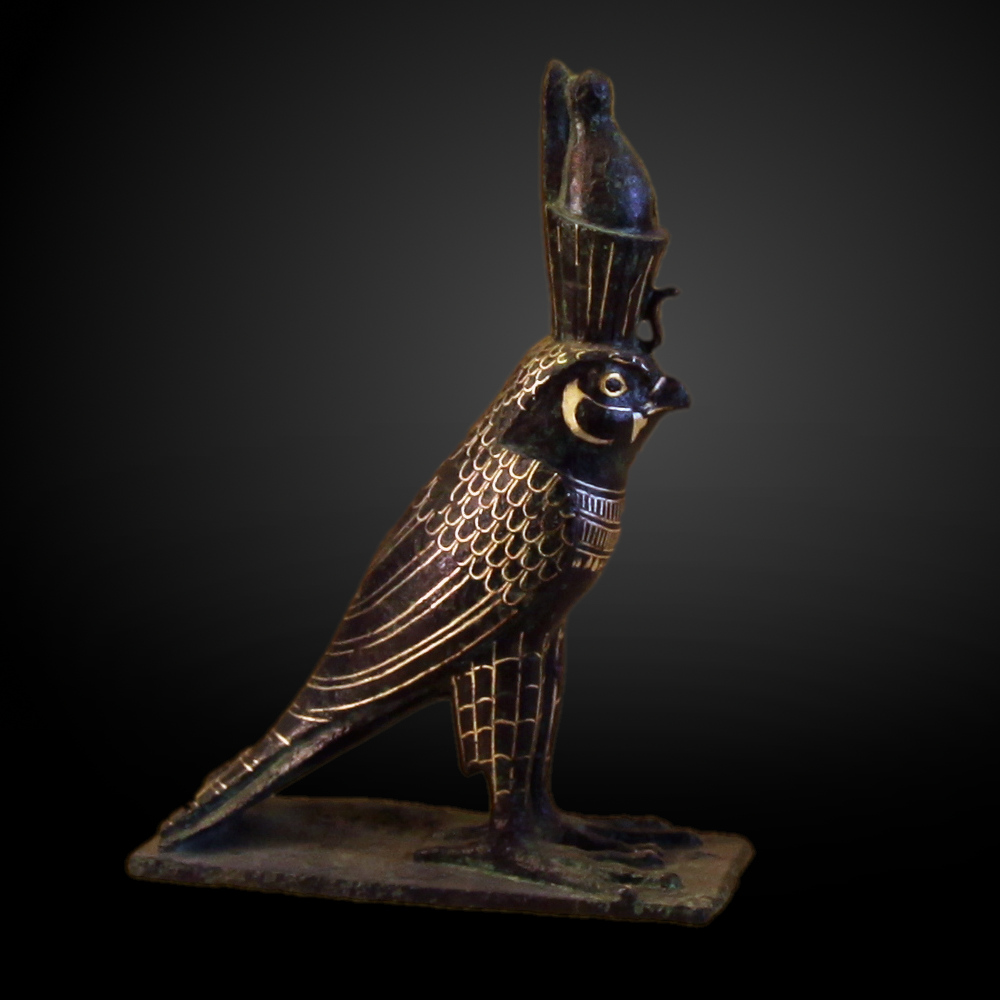
Хор у короні пшент
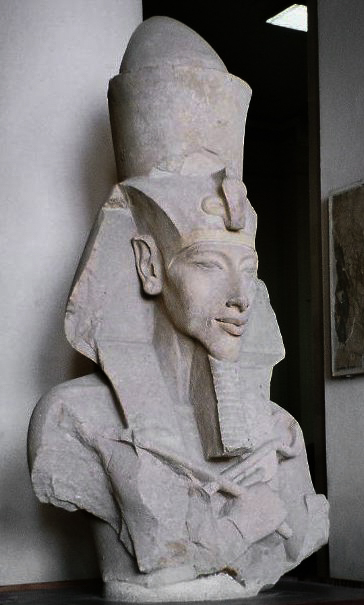
Ехнатон (Аменхотеп IV) у немесі та пшенті
Пшент
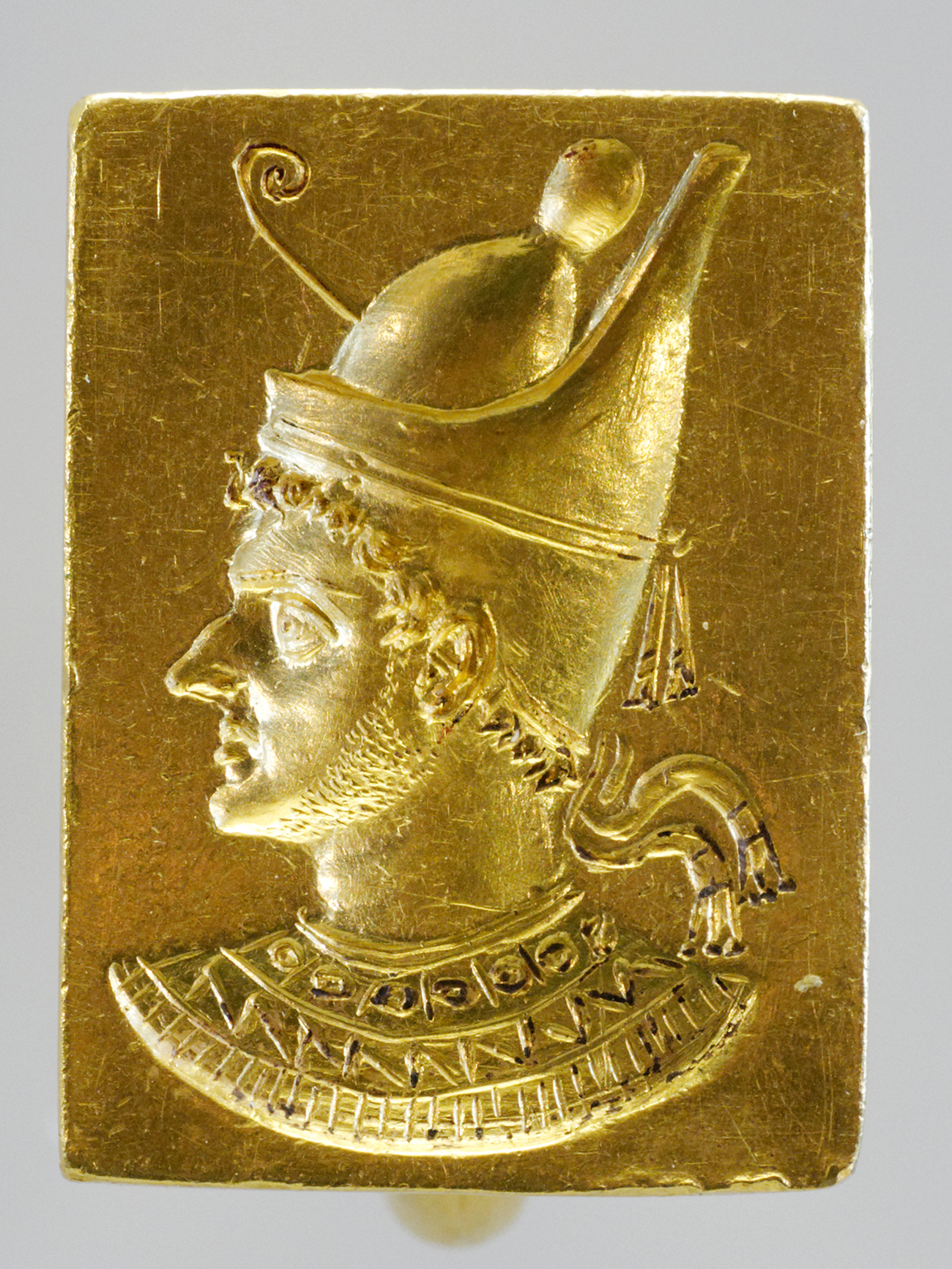
Перстень Птолемея VI Філометора
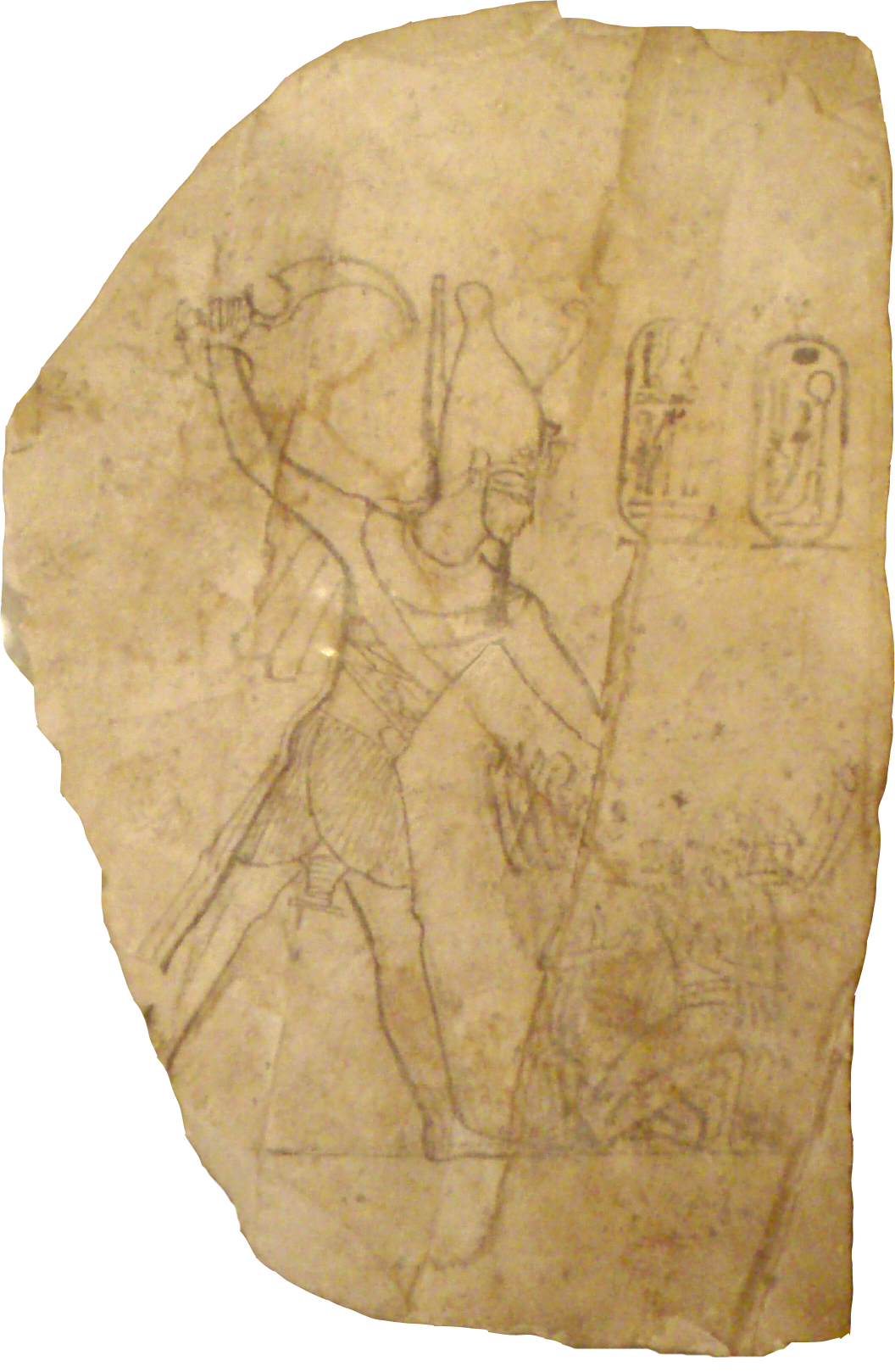
Рамзес IV
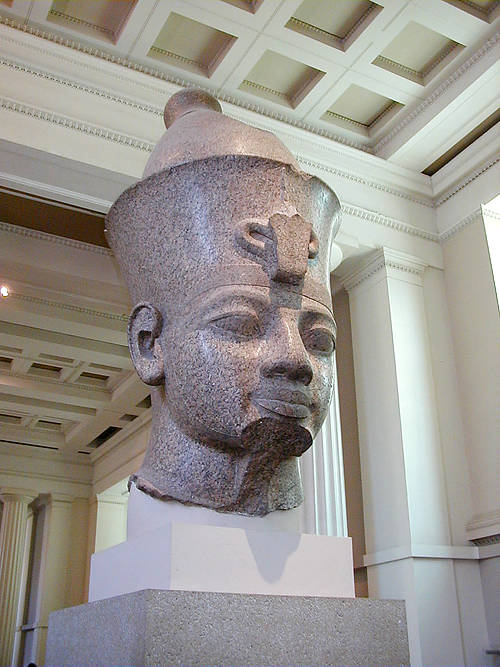
Гранітна голова Аменхотепа III
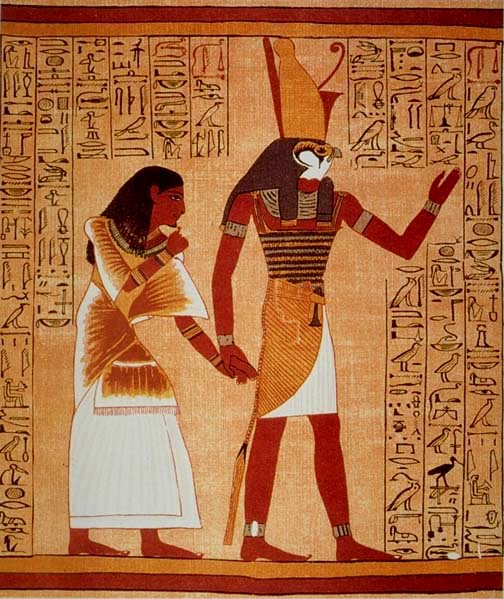
Гор